# 泰拉松-拉维勒迪约
泰拉松-拉维勒迪约（法語：Terrasson-Lavilledieu，法語發音：[tɛʁasɔ̃ lavildjø]）是法国多尔多涅省的一个市镇，属于萨拉拉卡内达区。该市镇于1963年由原市镇泰拉松（Terrasson）和拉维勒迪约（Lavilledieu）合并而成。

## 地理
泰拉松-拉维勒迪约（45°7'48"N, 1°18'5"E）面积39.34 平方千米，位于法国新阿基坦大区多爾多涅省，该省份为法国西南部内陆省份，是法國本土面积第三大的省，大致对应佩里戈尔地区，北起顺时针与夏朗德省、上维埃纳省、科雷兹省、洛特省、洛特-加龙省、吉倫特省和滨海夏朗德省接壤。
与泰拉松-拉维勒迪约接壤的市镇（或旧市镇、城区）包括：屈布拉克、拉卡萨涅、芒萨克、帕扎亚克、莱科托佩里古尔丹、拉多尔纳克、科利-圣阿芒、韦泽尔河畔孔达、勒拉尔丹-圣拉扎尔、博尔加尔德泰拉松、维拉克。
泰拉松-拉维勒迪约的时区为UTC+01:00、UTC+02:00（夏令时）。

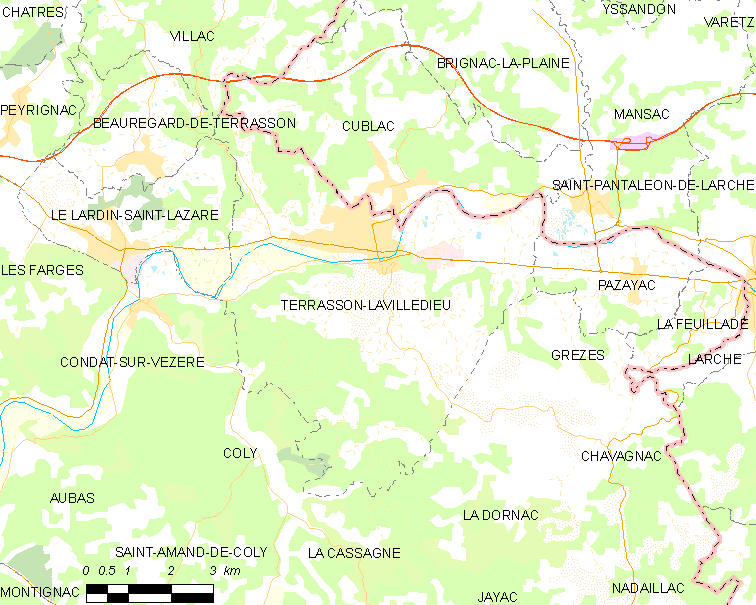
泰拉松-拉维勒迪约的OSM定位图

## 行政
泰拉松-拉维勒迪约的邮政编码为24120，INSEE市镇编码为24547。

## 政治
泰拉松-拉维勒迪约所属的省级选区为泰拉松-拉维勒迪约县。

## 人口

1962-2008年间泰拉松-拉维勒迪约人口变化图示

泰拉松-拉维勒迪约于2022年1月1日时的人口数量为6262人。